# Pravonín (zámek)
Pravonín je barokní zámek ve stejnojmenné obci Pravonín na Benešovsku ve Středočeském kraji. Byl přestavěn ze starší tvrze zřejmě na konci 17. století. Později prošel různými dobovými úpravami a negativně se na něm podepsalo socialistické vlastnictví. Od roku 1958 je sice chráněn jako kulturní památka České republiky. Dlouhodobě chátrající zámek v havarijním stavu je v soukromém vlastnictví.

## Historie
Zámek se nachází na místě starší tvrze, která byla vybudována zřejmě na přelomu 16. a 17. století. V únoru 1645 obec Pravonín vydrancovali Švédové a zřejmě tím utrpěla i tvrz. Ke konci 17. století však již mohlo dojít k opravě či přestavbě tvrze na zámek. Velká barokní přestavba proběhla zřejmě až před rokem 1730. Znovu byl zámek přestavěn po roce 1760, kdy jej vlastnil staroměstský primátor Jan Václav Vejvoda ze Stromberka.
Zámek během své historie vystřídal dlouhou řadu majitelů. Patřil k nim dále například hrabě Jan Pachta z Rájova, který se stal majitelem zámku v roce 1818 a roku 1832 zde hostil skladatele Richarda Wagnera.
Do roku 1842 došlo na zámku nejen k pozdně barokním, ale také klasicistním úpravám. Největší změnu však znamenala kompletní novorenesanční rekonstrukce zejména jižního průčelí. Nad vstupním portálem byl dále přistavěn balkón podepřený litinovými sloupy.
Po 2. světové válce proběhly na zámku stavební úpravy, které jej negativně poznamenaly. Některé velké místnosti byly rozděleny příčkami, některá okna a dveře zazděny. Sídlil zde národní výbor, policie, SSM nebo pošta. Kvůli absenci údržby však do budovy začalo zatékat a byla narušena jeho statika. Prostory zámku tak byly postupně opouštěny. Jako poslední zavřela pošta v 80. letech.
Restituenti, kteří zámek získali po roce 1990, jej prodali za tři miliony korun italské firmě, která ho chtěla opravit a využít ke kulturním účelům. Na projekt ale neměla dost peněz, a tak zámek dále chátral. V srpnu 2015 byl znovu na prodej za 4,2 milionu Kč. V roce 2019 již poptávaná cena klesla na 1,3 milionu.
Na přelomu let 2019 a 2020 získal zámek nového majitele. Koupila jej kladenská firma Thermogas Profibau s.r.o.